# Soy yo (álbum de Marta Sánchez)
Soy yo es un álbum de Marta Sánchez publicado el 16 de julio de 2002 bajo el sello discográfico Music. 
La grabación estuvo a cargo del español Juan Carlos Mellan, el británico Brian Rowling, el estadounidense Carl James Kurwa y el ítalo-estadounidense Christian de Walden, siendo este último su productor habitual. 
En todos los temas, la voz de Marta se grabó en los estudios Sing Factory de Madrid, mientras que el resto del álbum fue grabado en estudios de Londres (Reino Unido) y Los Ángeles (California).

## Recepción
El álbum "Soy yo" debutó en el puesto #13 en la lista de ventas española AFYVE con 50.000 copias vendidas, llegando en su primera semana a Disco de oro, siendo la primera vez que un disco de Marta Sánchez llegaba a esa posición en su primera semana de venta. En noviembre de 2003, el álbum llegó a ser doble disco de Platino por las 200.000 copias vendidas hasta ese momento.

## Sencillos
- El primer sencillo del disco fue "Sigo intentando", una balada escrita por Marta Sánchez, que tuvo gran éxito en España, logrando ser por segunda vez número 1 en Los 40 Principales.
- El segundo sencillo fue "Soy yo", siendo este aún más exitoso que el anterior, logrando también ser número uno en Los 40 Principales.
- El tercer sencillo fue "No te quiero más".
- El cuarto y último sencillo fue "Amor cobarde".

## Listado de temas
| #  | Título                 | Compositor(es)                                         | Duración |
| -- | ---------------------- | ------------------------------------------------------ | -------- |
| 1  | Sigo intentando        | Marta Sánchez                                          | 3:59     |
| 2  | Soy yo                 | Mark Taylor/Paul Barry/Adaptación: Marta Sánchez       | 3:56     |
| 3  | En tus brazos          | Alberto Mastofrancesco/Vito Mastofrancesco/Carlos Toro | 3:52     |
| 4  | Amor cobarde           | Alberto Mastofrancesco/Vito Mastofrancesco/Carlos Toro | 4:05     |
| 5  | Noche tras día         | Carl James/Marta Sánchez                               | 5:43     |
| 6  | Como un ángel          | Stephanie Bentley/Rob Crosby/Adaptación: Marta Sánchez | 4:15     |
| 7  | Socorro                | Marivana Viscuso                                       | 3:59     |
| 8  | Encontrándote          | Steve Singer/Claudia Brant                             | 3:30     |
| 9  | Si crees en mí         | Michelle Rowe/Frank Fossey/Juan Carlos Melián          | 3:51     |
| 10 | No te quiero más       | Marivana Viscuso                                       | 4:12     |
| 11 | Secretos               | Julio Fowler                                           | 4:09     |
| 12 | Tal vez fuiste tú      | Steve Singer/Dennis Clark/Carlos Toro                  | 4:10     |
| 13 | El país de nunca jamás | Carl James/Marta Sánchez/Carlos Toro                   | 4:57     |